# Урибуру, Хосе Эваристо
Хосе́ Эвари́сто де Урибу́ру (исп. José Evaristo de Uriburu, 19 ноября 1831, Сальта — 23 октября 1914, Буэнос-Айрес) — аргентинский адвокат и политик. Занимал пост президента Аргентины с 23 января 1895 по 12 октября 1898 года. Дядя президента Аргентины Хосе Феликса Урибуру.

## Биография
Занимал должность федерального судьи Сальта (1872—1874), затем был депутатом нижней палаты парламента, министром юстиции в правительстве Бартоломе Митре (1867), сенатором от города Буэнос-Айрес (1901—1910). Вице-президент Аргентины в 1892—1895 годах.
За время его президентства были внесены изменения в конституцию страны (1898), основаны национальная лотерея (Lotería Nacional de Beneficencia), Национальный музей искусств в Буэнос-Айресе и Техническая школа Отто Краузе. Похоронен на кладбище Реколета в Буэнос-Айресе.